# Glenea celestis
Glenea celestis är en skalbaggsart som beskrevs av James Thomson 1865. Glenea celestis ingår i släktet Glenea och familjen långhorningar. Inga underarter finns listade i Catalogue of Life.